# مشهد شارع بالقرب من مسجد الغوري بالقاهرة
مشهد شارع بالقرب من مسجد الغوري بالقاهرة هي لوحة للرسام الإنجليزي جون فردريك لويس رسمها قبل وفاته. تصور اللوحة شارع الغورية بمدينة القاهرة.